# Волков Павло Валентинович
Павло Валентинович Волков (30 серпня 1956, місто Муром, тепер Владимирської області, Російська Федерація) — радянський діяч, шліфувальник, заступник секретаря парткому виробничого об'єднання «Ульбінський металургійний завод» міста Усть-Каменогорська Східно-Казахстанської області Казахської РСР. Член ЦК КПРС у 1990—1991 роках.

## Життєпис
У 1973 році закінчив середню школу. З 1973 по 1975 рік навчався у Владимирському політехнічному інституті, закінчив два курси.
У 1975—1976 роках — шліфувальник заводу імені Серго Орджонікідзе в місті Муромі Владимирської області.
З 1976 по 1978 рік служив у Радянській армії.
У 1979—1982 роках — шліфувальник заводу імені Дзержинського в місті Муромі Владимирської області.
У 1982—1990 роках — шліфувальник Ульбінського металургійного заводу міста Усть-Каменогорська Східно-Казахстанської області Казахської РСР.
Член КПРС з 1983 року.
У 1990—1991 роках — заступник секретаря партійного комітету (парткому) виробничого об'єднання «Ульбінський металургійний завод» міста Усть-Каменогорська Східно-Казахстанської області.
Подальша доля невідома.